# Wjaczesław Ozium
Wjaczesław Anatolijowicz Ozium, ukr. В'ячеслав Анатолійович Озюм (ur. 9 marca 1988) – ukraiński piłkarz, grający na pozycji pomocnika.

## Kariera piłkarska

### Kariera klubowa
Wychowanek klubów Kołos Nikopol, Dynamo Kijów, Łokomotyw-MSM-OMIKS Kijów, Horyzont Nikopol i Metałurh Zaporoże, barwy których bronił w juniorskich mistrzostwach Ukrainy (DJuFL). W 2006 rozpoczął karierę piłkarską w klubie Ełektrometałurh-NZF Nikopol. Potem został zaproszony do Krywbasa Krzywy Róg, ale występował tylko w drużynie rezerw oraz na zasadach wypożyczenia w FK Nikopol i FK Połtawa. Latem 2011 wyjechał do Litwy, gdzie bronił barw FK Mažeikiai. Na początku 2012 podpisał kontrakt z FK Sumy.